# Государственный Совет (Испания)
Государственный Совет (исп. Consejo de Estado) — это высший консультативный орган при правительстве Королевства Испания, созданный с целью организации эффективного функционирования и взаимодействия органов публичной власти.
Положение Государственного Совета в Испании гарантируется и регулируется настоящими законами, декретами, а также Конституцией Испании.

## История

### Империя Габсбургов
История Государственного Совета началась в 1526 году, когда император Испании и Священной Римской Империи Карлос I (в Австрии Карл V) создал его для эффективной внешней политики государства.

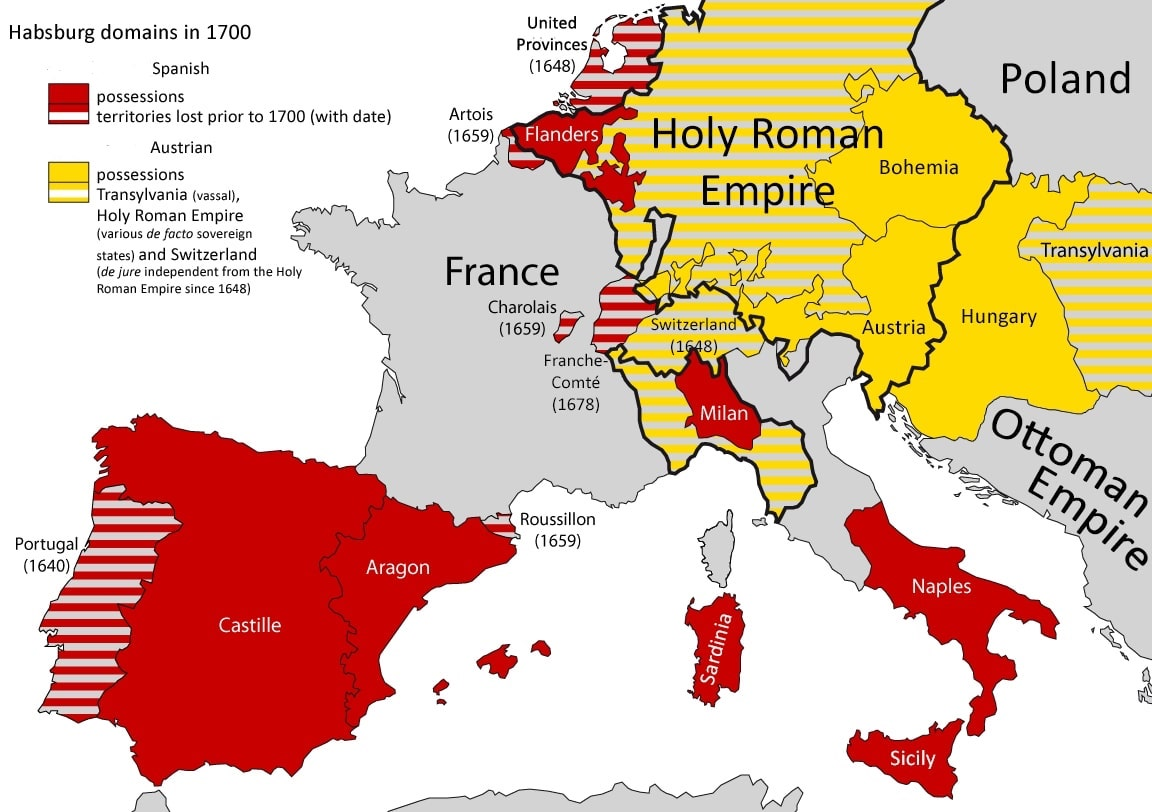
Земли Испанской Империи при династии Габсбургов (помечено красным)

Причин для создания Государственного Совета было несколько. С одной стороны, в 1523 году султан Османской Империи Сулейман I угрожал военным вмешательством на территории Австрии, поэтому Карлу было необходимо вести осторожную политику в интересах своей страны. Во-вторых, с приобретением новых территорий империи стал необходим Государственный Совет, чтобы вести многостороннюю политику в разных частях Европы.
Советниками (то есть членами Госсовета) были представители высшего дворянства и высшего духовенства. Председателем же Совета являлся сам король, который представлял вопросы, подлежащие обсуждению, выслушивал своих советников, а затем принимал окончательные решения по вопросам внешней политики. Однако, во времена Филиппа II монарх иногда не председательствовал на советах, а вместо него председательствовал Секретарь Антонио Перес.
Государственный Совет полностью контролировал посольства Вены, Рима, Венецианской республики, Генуэзской республики и основных держав Европы: Королевства Франции, Королевства Англии и Королевства Португалии.

### Государственный Совет 1812 года
Во время Пиренейских войн 1808—1814 гг. Кадисские Кортесы, не принявшие новое правительство Жозефа Бонапарта и Байонскую конституцию, создали новую Конституцию Испании в 1812 году, которая установила конституционную монархию (законодательная власть принадлежала кортесам и королю, исполнительная — королю) и принцип народного суверенитета.
Конституция Испании 1812 года является первой конституцией, где описывается положение Государственного Совета. Согласно главе VII этой конституции, Государственный Совет состоит из 40 человек, и в его компетенции выслушивать насущные вопросы короля и предлагать ему советы как давать или не санкционировать законы, объявлять войну и заключать договоры. Распределение мест в Государственном совете было примерно таким:

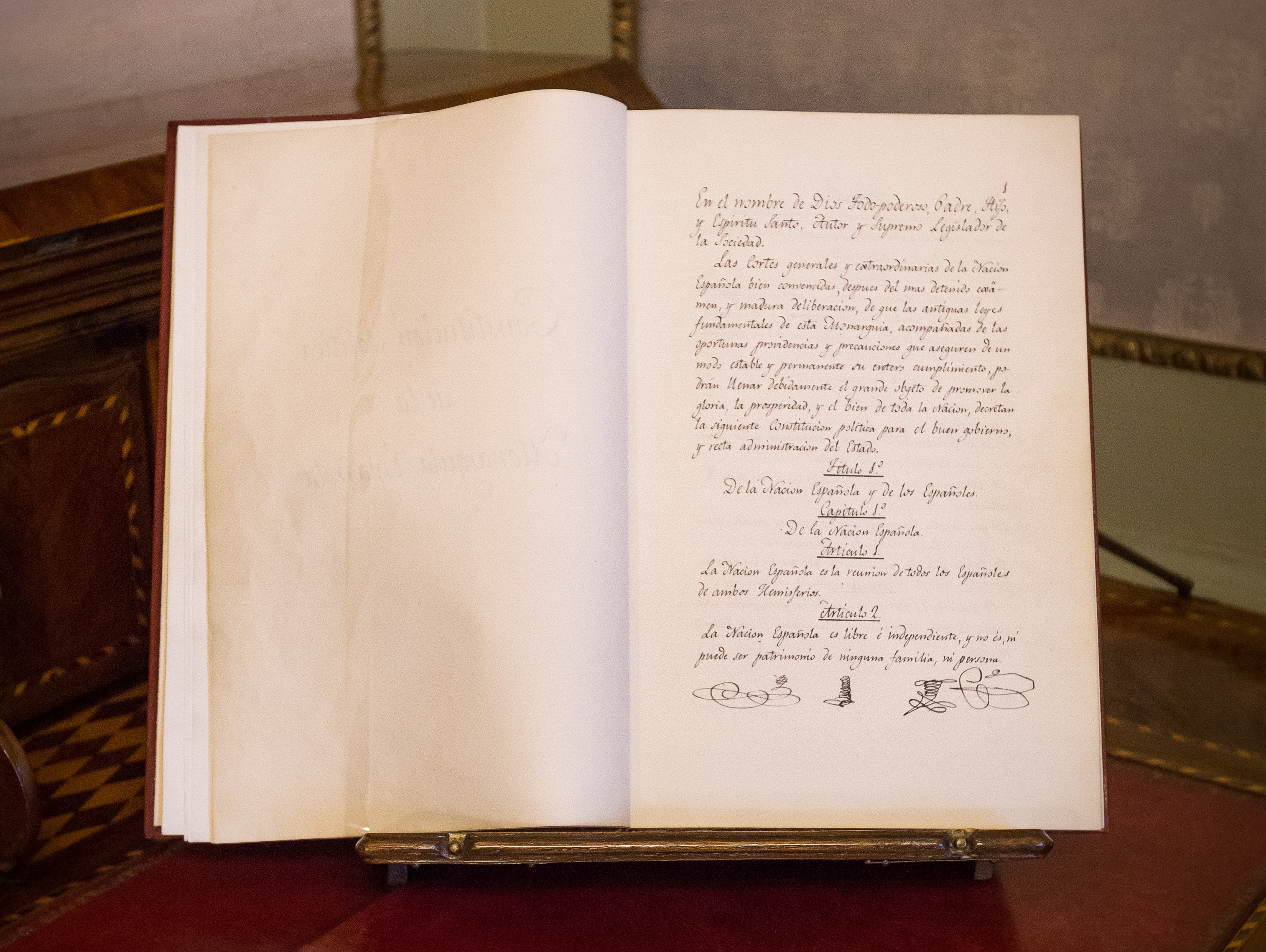
Конституция 1812 года, хранится в архивах Сената Испании

Статья 232. Советники должны быть следующего типа, а именно: четверо и не более из церковного чина, отличающиеся своими талантами и заслугами, двое из которых должны быть епископами; четверо и не более должны быть вельможами Испании, известными добродетелями и обладающими необходимыми знаниями; а остальные члены избираются из числа субъектов, наиболее отличившихся за свою деятельность или за заслуги, которые они оказали государству в какой-либо из главных ветвей управления или правительства.
Все члены Государственного Совета выбирались королём по представлению кандидатуры из трёх вариантов Кортесами.
Хоть король Фердинанд VII и отменил Конституцию, восстановив в 1814 году абсолютизм, 20 марта 1820 года Госсовет, как и Конституция, был вновь запущен либеральным правительством. 21 марта советники принесли присягу Госсовету 1812 года, секретарем которой стал Хуан де Мадрид Давила.

### С XIX века по сегодняшний день

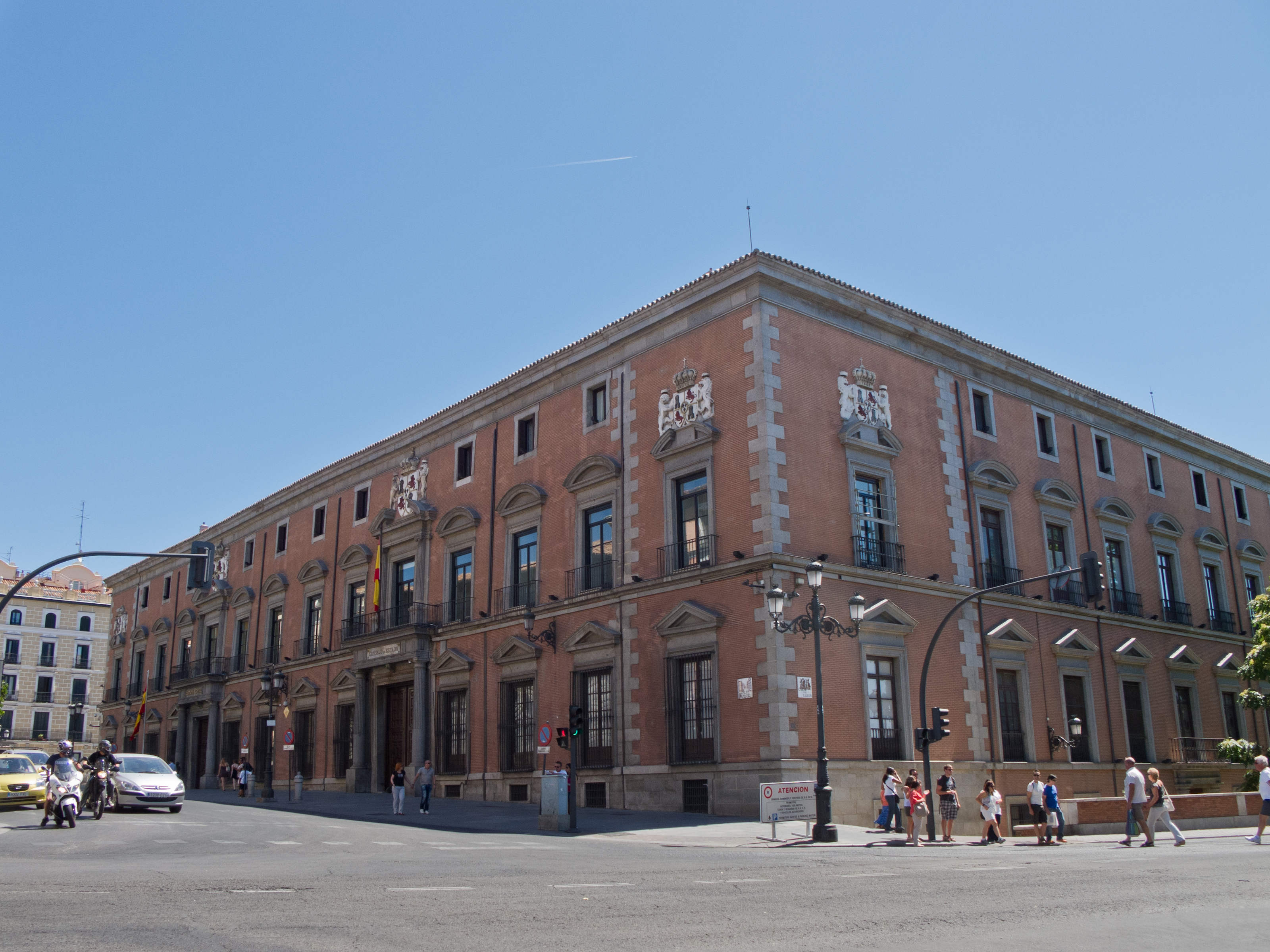
Здание Государственного Совета Испании

Положение Государственного Совета 1812 года было крайне неустойчивое, ввиду политического кризиса на фоне Испанской революции 1820—1823 годов. По окончании революции Фердинанд VII окончательно установил абсолютную монархию, тем самым расформировав Государственный Совет 1812 года.
Позже предпринимались попытки создания эффективного высшего консультативного органа власти Испании. Так, в 1834 был создан Королевский совет Испании и Индейцев, однако он был упразднён в 1836 году. Только в 1845 году был создан Королевский совет, в котором главенство занимал председатель Совета министров. Уже при деятельности Королевского Совета который с 1858 года вернул себе свое традиционное название — Государственный совет, первым председателем стал Франсиско Мартинес де ла Роса.
Таким образом, Государственный Совет Испании окончательно закрепил себя как высший консультативный орган власти в стране. Деятельность Совета регулировалась многочисленными постановлениями, в том числе 1858, 1860, 1904 и 1980 годов. Начиная с 1858 года, несмотря на свержения испанской монархии в 1873 и 1931 годах, а также на установление диктатуры Франсиско Франко по итогам Гражданской войны в Испании, Государственный Совет оставался исправным как при республике, так и при франкизме и современной испанской монархии.

## Состав и функции Государственного Совета
На сегодняшний день положение Государственного Совета регулируется Органическим законом 3/1980 от 22 апреля, разработанным Органическим регламентом 1674/1980 от 18 июля.

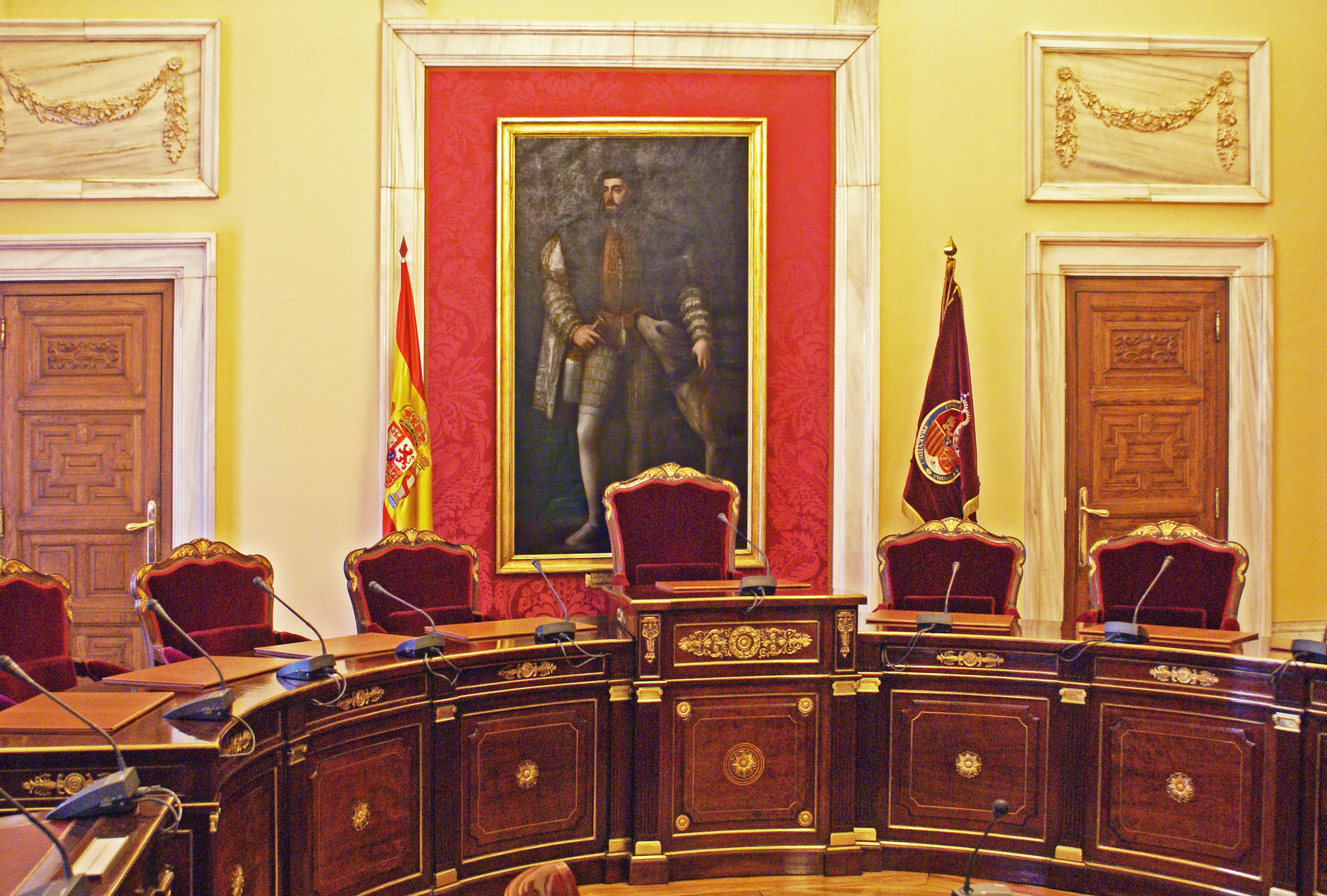
Зал слушаний Государственного Совета

Основная функция Государственного Совета заключается в том, чтобы выносить решения по результатам консультаций, проводимых правительством, обеспечивая соблюдение Конституции и остальной правовой системы, а также надлежащее функционирование публичной администрации.
В его состав входят председатель, пленарное заседание, постоянный комитет, исследовательский комитет, секции, коллегия адвокатов и весь административный персонал.
1. Председатель свободно назначается королевским указом Совета министров из числа юристов, пользующихся признанным авторитетом и опытом в государственных делах.
2. Пленарное заседание состоит из Председателя, советников ex officio (бывшие председатели правительства, директора или президенты Королевской испанской академии, Королевской академии юриспруденции и законодательства, Королевской академии истории, Экономического и социального совета и т. д.), постоянные советники (свободно назначаемые декретом из числа министров, председателей или советников правительств автономных сообществ) и директора, избираемые в количестве не более десяти и сроком на четыре года, в дополнение к генеральному секретарю Совета.
3. Постоянный комитет состоит из председателя, постоянных советников и генерального секретаря.
4. Исследовательский комитет состоит из председателя, двух постоянных советников, двух ex officio и двух выборных, назначаемых пленарным заседанием, и генерального секретаря. Исследовательская комиссия является органом Государственного совета, который приказывает, направляет и контролирует подготовку исследований, докладов и докладов по заказу Правительства.
5. Существует девять секций, в состав которых входят постоянный советник, старший юрист и, при необходимости, юристы.

Совет выражает свое мнение в своих заключениях, выдаваемых по просьбе консультативного органа, в которых он выражает свое мнение по вопросам, с которыми проводятся консультации. Эти консультации могут быть обязательными (обязательными) или факультативными.
Ко всем лицам Госсовета обращаются как «Ваше Превосходительство», за исключением начальника штаба, к которому обращаются как «Прославленный Господин».

### Современный состав Государственного Совета
На сегодняшний день в Государственном Совете Королевства Испания существует следующий состав:
| ★ Председатель Государственного Совета ★               | ★ Председатель Государственного Совета ★               | ★ Председатель Государственного Совета ★ | ★ Председатель Государственного Совета ★              | ★ Председатель Государственного Совета ★                                                                                     |
| ------------------------------------------------------ | ------------------------------------------------------ | ---------------------------------------- | ----------------------------------------------------- | --- |
| Кармен Кальво                                          | Кармен Кальво                                          |                                          | Испанская Социалистическая Рабочая Партия (ИСРП)      | Председатель с 28 февраля 2024 года, бывший вице-президент правительства Испании                                             |
| ☆ Генеральный Секретарь Государственного Совета ☆      |                                                        |                                          |                                                       | |
| Мария де Гуадалупе Эрнандес-Хиль и Альварес-Сьенфуэгос | Мария де Гуадалупе Эрнандес-Хиль и Альварес-Сьенфуэгос |                                          | Беспартийная                                          | Генеральный Секретарь и по совместительству юрист Государственного совета                                                    |
| ■ Постоянные советники Государственного Совета ■       |                                                        |                                          |                                                       | |
| Первый Сектор                                          | Мигель Эрреро и Родригес де Миньон                     |                                          | Народная Партия (1989—2004)                           | Юрист Государственного совета, политик, а также один из отцов-основателей Конституции 1978 года                              |
| Второй Сектор                                          | Мигель Родригес-Пиньеро-и-Браво-Феррер                 |                                          | Беспартийный                                          | Юрист, профессор университета, судья и председатель Конституционного суда с 1992 по 1995 год                                 |
| Третий Сектор                                          | Мария Пас Андрес Саенс де Санта-Мария                  |                                          | Беспартийная                                          | Юрист, профессор международного публичного права и международных отношений в Университете Овьедо                             |
| Четвёртый Сектор                                       | Фернандо Ледесма Бартрет                               |                                          | Испанская Социалистическая Рабочая Партия (ИСРП)      | Политик и юрист; бывший министр юстиции (1982—1988) и председатель Государственного совета с 1991 по 1996 год                |
| Пятый Сектор                                           | Альберто Аза Ариас                                     |                                          | Беспартийный                                          | Дипломат астурийского происхождения                                                                                          |
| Шестой Сектор                                          | Хосе Луис Мансанарес Саманьего                         |                                          | Беспартийный                                          | Судья Верховного суда; бывший заместитель председателя Генерального совета юстиции и бывший магистрат Конституционного суда  |
| Седьмой Сектор                                         | Мария Тереса Фернандес де ла Вега Санс                 |                                          | Испанская Социалистическая Рабочая Партия (ИСРП)      | Бывший магистрат и вице-президент правительства                                                                              |
| Восьмой Сектор                                         | Энрике Алонсо Гарсия                                   |                                          | Беспартийный                                          | юрист Государственного совета и заведующий кафедрой ЮНЕСКО по экологическому праву в Университете имени Короля Хуана Карлоса |
| Девятый Сектор                                         | Мария Луиза Карседо Рочес                              |                                          | Испанская Социалистическая Рабочая Партия (ИСРП)      | Врач и политик от PSOE (ИСРП)                                                                                                |
| ▶ Консультанты по должности ◀                          |                                                        |                                          |                                                       | |
| Сантьяго Муньос Мачадо                                 | Сантьяго Муньос Мачадо                                 |                                          | —                                                     | директор Королевской испанской академии                                                                                      |
| Антон Костас Комесанья                                 | Антон Костас Комесанья                                 |                                          | —                                                     | председатель Экономического и Социального Совета                                                                             |
| Бениньо Пендас Гарсия                                  | Бениньо Пендас Гарсия                                  |                                          | —                                                     | президент Королевской академии моральных и политических наук                                                                 |
| Мануэль Писарро Морено                                 | Мануэль Писарро Морено                                 |                                          | —                                                     | президент Королевской академии юриспруденции и законодательства                                                              |
| Альваро Гарсия Ортис                                   | Альваро Гарсия Ортис                                   |                                          | —                                                     | генеральный прокурор государства                                                                                             |
| Теодоро Эстебан Лопес Кальдерон                        | Теодоро Эстебан Лопес Кальдерон                        |                                          | —                                                     | генерал-адмирал, начальник штаба обороны                                                                                     |
| Виктория Ортега Бенито                                 | Виктория Ортега Бенито                                 |                                          | —                                                     | президент Генерального совета адвокатов                                                                                      |
| Антонио Пау Педрон                                     | Антонио Пау Педрон                                     |                                          | —                                                     | председатель Первого Сектора Генеральной комиссии по кодификации                                                             |
| Давид Вилас Альварес                                   | Давид Вилас Альварес                                   |                                          | —                                                     | Генеральный солиситор Испании                                                                                                |
| Мария Иоланда Гомес Санчес                             | Мария Иоланда Гомес Санчес                             |                                          | —                                                     | директор Центра политических и конституционных исследований                                                                  |
| Пабло Эрнандес де Кос                                  | Пабло Эрнандес де Кос                                  |                                          | —                                                     | глава Банка Испании |
| ▷ Выборные советники ◁                                 |                                                        |                                          |                                                       | |
| Хуан Карлос Родригес Ибарра                            | Хуан Карлос Родригес Ибарра                            |                                          | Испанская Социалистическая Рабочая Партия (ИСРП)      | политик, бывший председатель регионального правительства Эстремадуры                                                         |
| Хосе Мария Михавила Нуньес                             | Хосе Мария Михавила Нуньес                             |                                          | Народная Партия (НП)                                  | юрист Государственного совета, юрист, бывший министр юстиции                                                                 |
| Жорди Гийо-и-Мираве                                    | Жорди Гийо-и-Мираве                                    |                                          | Объединённая социалистическая партия Каталонии (ОСПК) | политик, бывший сенатор и бывший член парламента                                                                             |
| Мария Эмилия Касас Баамонде                            | Мария Эмилия Касас Баамонде                            |                                          | Беспартийная                                          | бывший судья и бывший председатель Конституционного суда                                                                     |
| Элиза Перес Вера                                       | Элиза Перес Вера                                       |                                          | Беспартийная                                          | бывший ректор Национального университета дистанционного образования и бывший судья Конституционного суда                     |
| Сорайя Саенс де Сантамария                             | Сорайя Саенс де Сантамария                             |                                          | Народная Партия (НП)                                  | государственный юрист, юрист, профессор и политик, бывший вице-президент правительства                                       |
| Елена Валенсиано Мартинес-Ороско                       | Елена Валенсиано Мартинес-Ороско                       |                                          | Испанская Социалистическая Рабочая Партия (ИСРП)      | политик, бывший депутат парламента и бывший депутат Европейского парламента                                                  |
| Франсиско Хавьер Лосада де Аспиасу                     | Франсиско Хавьер Лосада де Аспиасу                     |                                          | Испанская Социалистическая Рабочая Партия (ИСРП)      | врач, бывший сенатор, бывший мэр Ла-Коруньи и бывший делегат правительства в Галисии                                         |
| Педро Мария Санс Алонсо                                | Педро Мария Санс Алонсо                                |                                          | Народная Партия (НП)                                  | бывший вице-президент Сената и бывший президент Ла-Риохи                                                                     |
| Хуан Карлос Апарисио Перес                             | Хуан Карлос Апарисио Перес                             |                                          | Народная Партия (НП)                                  | бывший мэр Бургоса, бывший вице-президент Кастилии-и-Леона и бывший министр труда и социальных дел                           |

## Порядок избирания в Государственный Совет
Порядок избирания в Государственный совет Испании сложен и зависит от конкретной должности в Государственном Совете.
Председатель Госсовета выбирается самими королём посредством королевского указа, выслушав предложения Совета министров Испании. Председателем может стать любой юрист, пользующийся признанным авторитетом и опытом в государственных делах.
Генеральный Секретарь Госсовета назначается королевским указом из числа старших юристов по предложению Постоянной комиссии, утвержденной Пленумом Государственного Совета.
Постоянные советники Государственного Совета свободно назначается королевским декретом из числа министров, председателей или советников правительств автономных сообществ.
Консультантами по должности автоматически становятся следующие лица, согласно Органическому закону 1980 года:
1. Директор Королевской Испанской академии и президенты Королевских Академий моральных и политических наук, Юриспруденции и законодательства;
2. Председатель Совета;
3. Генеральный прокурор штата;
4. Председатель Совета начальников штабов или же председатель Генерального совета адвокатов;
5. Председатель Генеральной комиссии по кодификации;
6. Генеральный директор по разрешению государственных споров;
7. Директор Центра конституционных исследований.

Выборные советники в количестве десяти человек назначаются Королевским указом сроком на четыре года из числа тех, кто занимал любую из следующих должностей:
1. Депутат или сенатор Генеральных кортесов;
2. Судья Конституционного суда;
3. Омбудсмен;
4. Председатель или Глава Генерального совета Судебной власти; министр или государственный секретарь;
5. Председатель Счетной палаты;
6. Председатель Совета начальников штабов;
7. Председатель или член Исполнительного совета Автономного сообщества;
8. Посол, начинающий дипломатическую карьеру;
9. Мэр столиц провинций, Президент Провинциальных парламентов, Межостровного Содружества, Городского совета Островной или Островной совет;
10. Ректор университета.